# Torre di Sant'Erasmo
La Torre di Sant'Erasmo è una torre medievale del comune di Santa Maria Capua Vetere, in provincia di Caserta. Dall'Ottocento è inglobata in un complesso architettonico più ampio che ospita il Museo archeologico dell'antica Capua.

## Storia
La Torre di Sant'Erasmo fu eretta in età medievale sui resti del tempio capitolino della città romana, e in, seguito utilizzata da Longobardi e Normanni come fortezza per poi divenire residenza dei monarchi svevi, angioini e aragonesi.
Nella torre nel 1278 nacque Roberto d'Angiò, che la trasformò poi in archivio reale e in scuderia regia.
Bonifacio VIII, appena eletto papa, sottoscrisse qui il suo programma politico. 
Nel 1496, gli Aragonesi trasferirono la proprietà della torre alla famiglia Gentile di Capua nel 1496 e questo atto segnò il declino della torre stessa.
Nel 1700 la torre tornò al demanio regio. Essa fu abbattuta e il resto del complesso fu usato ad alloggio militare, da qui la denominazione "Quartiere di Cavalleria Torre".
Nel 1864 fu assegnato al Ministero dell'Agricoltura e usato come Istituto di Incremento Ippico. A partire dal 1930 l'Istituto iniziò una fase di trasloco nella sede di via Appia, trasloco che termina nel 1980. 
Trasferito l'Incremento, l'edificio fu assegnato alla Regione Campania e alla Soprintendenza Archeologica affinché vi si collocasse il Museo del Casertano.
Cambiati gli orientamenti della Soprintendenza Archeologica, nel 1995 il museo inaugurato fu dedicato alla sola antica Capua, ruolo che ricopre ancora oggi.